# Vicirionessa spinosa
Espèce
Vicirionessa spinosa est une espèce d'araignées aranéomorphes de la famille des Salticidae.

## Distribution
Cette espèce est endémique de la province de Tete au Mozambique,. Elle se rencontre vers Tete.

## Description
La carapace du mâle holotype mesure 2,6 mm de long sur 2,1 mm et l'abdomen 3,1 mm de long sur 1,4 mm et la carapace de la femelle paratype mesure 3,0 mm de long sur 2,3 mm et l'abdomen 4,0 mm de long sur 2,4 mm.

## Systématique et taxinomie
Cette espèce a été décrite par Haddad, Wiśniewski et Wesołowska en 2024.

## Publication originale
- Haddad, Wiśniewski & Wesołowska, 2024 : « The jumping spiders of Mozambique (Araneae: Salticidae). » Zootaxa, no 5560(1), p. 1-92.